# 브리더스 컵 마일
브리더스 컵 마일(Breeders' Cup Mile)은 3세 이상의 서러브레드 경마를 대상으로 잔디 코스에서 달리는 1.6km(1등급) 1등급 연령별 중량 경주이다. 이 대회는 1984년 대회가 시작된 이래 매년 브리더즈컵 세계 선수권 대회의 일환으로 개최되어 왔다. 현재까지 모든 브리더즈컵은 1996년 캐나다 대회를 제외하고 미국에서 개최되었다.
지갑은 2007년에 150만 달러에서 200만 달러로 인상되었다.
프레디 헤드는 이 경주에서 기수로서 두 번, 트레이너로서 세 번 우승했다.
브리더즈 컵 마일(Breeders' Cup Mile)은 매년 다른 경마장에서 진행되기 때문에 공식적인 스테이크 기록은 없다. 그 중 일부는 다른 경마장보다 훨씬 빠르다. 2012년 와이즈 댄은 1분 31초 78의 시간으로 산타아니타에서 당시 코스 기록을 세웠다. 투어리스트는 2016년 1분 31초 71로 이보다 더 빨리 달렸지만 현재 산타아니타 코스 기록인 1분 31초 69를 놓쳤다.

## 같이 보기
- 브리더스 컵